# Muyuka
Muyuka est une commune du Cameroun située dans la région du Sud-Ouest et le département du Fako. Son activité principale est la culture d'hévéa et la récolte de caoutchouc brut.

## Géographie
La localité est située sur la route nationale 8 à 30 km au nord du chef-lieu régional Buéa. La commune s'étend de la plaine en rive gauche du fleuve Mungo qui la sépare de la région du Littoral à l'est aux pentes du Mont Cameroun à l'ouest.
|        | Kumba I | Kumba III |
| Mbonge | Muyuka  | Mbanga    |
|        | Buéa    | Dibombari |

## Histoire
Le Muyuka Council est créé en 1956 par l'administration coloniale britannique. Il devient une commune rurale dans les années 1970 : Muyuka Rural Council, puis la Commune de Muyuka (Muyaka Council) par la loi de décentralisation de 2004.

## Population
Lors du recensement de 2005, la commune comptait 86 268 habitants, dont 28 046 pour Muyuka Town. Les deux ethnies principales autochtones de la commune sont les Bakweri et les Balong.
L'évolution de la population urbaine est relevée par les travaux du département de Géographie de l'Université de Montréal.
| 1935 | 1953  | 1964  | 1967  | 1976  | 1987   | 1998   | 2005   |
| ---- | ----- | ----- | ----- | ----- | ------ | ------ | ------ |
| 810  | 2 095 | 5 030 | 6 225 | 8 129 | 12 971 | 37 617 | 28 046 |

## Administration
Outre Muyuka proprement dit, la commune comprend 18 villages divisés en 98 quartiers :
- Bafia
- Bavenga
- Ekona Lelu
- Ekona Mbenge
- Ikata
- Lio-La Gbea
- Lilale
- Lykoko
- Malende
- Masuma
- Masune
- Mautu
- Mpundu Balong
- Mpundu 1
- Mpundu 2
- Mundame
- Munyenge
- Owe
- Yoke

## Chefferies traditionnelles
L'arrondissement de Muyuka compte 14 chefferies traditionnelles de 3e degré et deux chefferies traditionnelles de 2e degré :
- 845 : Chefferie Ekona
- 846 : Chefferie Muyuka

## Enseignement
L'arrondissement de Muyuka compte 9 établissements secondaires publics dont 5 lycées et 4 collèges, 8 sont anglophones et un bilingue.
- CES d'Owe Road
- CES de Munyengue-Muyuka
- CETIC d'Ekona
- CETIC de Munyengue
- Lycée bilingue de Muyuka
- Lycée d'Ekona
- Lycée de Bafia-Muyuka
- Lycée de Malende-Muyuka
- Lycée technique de Muyuka

## Cultes
Les paroisses catholiques Saint Joseph et Saint Therese of the child Jesus de Muyuka relèvent de la doyenné de Muyuka du Diocèse de Buéa. Plusieurs dénominations protestantes sont présentes sur le territoire communal telles les Presbyterian Church in Cameroon, Full Gospel Church, Apostolic Church, Baptistes. La paroisse protestante de Muyuka relève de la région synodale du Moungo Sud et Mémé de l'Église évangélique du Cameroun.

## Environnement
La commune compte deux aires protégées, la réserve de la forêt de Bakundu en limite de la commune de Mbonge, et le Parc national du mont Cameroun, qui s'étend sur une partie sud-ouest du territoire communal.

## Économie
La principale activité économique est l'agriculture. La plupart des habitants pratiquent les cultures commerciales (cacao, huile de palme) et les cultures vivrières (plantain, taro, bananes, ignames, maïs).

## Personnalités nées à Muyuka
- Max Ngassa (1975-), réalisateur